# Melanagromyza spenceriana
Melanagromyza spenceriana är en tvåvingeart som beskrevs av Zlobin 2001. Melanagromyza spenceriana ingår i släktet Melanagromyza och familjen minerarflugor.
Artens utbredningsområde är Kenya. Inga underarter finns listade i Catalogue of Life.